# Santa Cruz de Moeche
Moeche (llamada oficialmente Santa Cruz de Moeche) es una parroquia del municipio de Moeche, en la provincia de La Coruña, Galicia, España.

## Entidades de población
Entidades de población que forman parte de la parroquia:
- Albariza
- Alcibray (Os Acivros)
- Amosa
- Aquelabanda
- Belacoy (Belocoi)
- Cardal
- Carracedo
- Casanova
- Casatellada
- Castro (O Castro)
- Confurco
- Edrados
- Hermida (Ermida)
- Lagoa (A Lagoa)
- Loureiro
- Panda
- Porto da Pena
- Retorno (O Retorno)
- Sabanda (Esabanda)
- Senra
- Suomonte
- Tellado
- Vilar (O Vilar)
- Vilazanche

## Despoblado
- Soutullo

## Demografía
| Gráfica de evolución demográfica de Moeche entre 2000 y 2018 |
|                                                              |
| Población de derecho según el padrón municipal del INE       |